# Wallfahrtskirche Dieburg

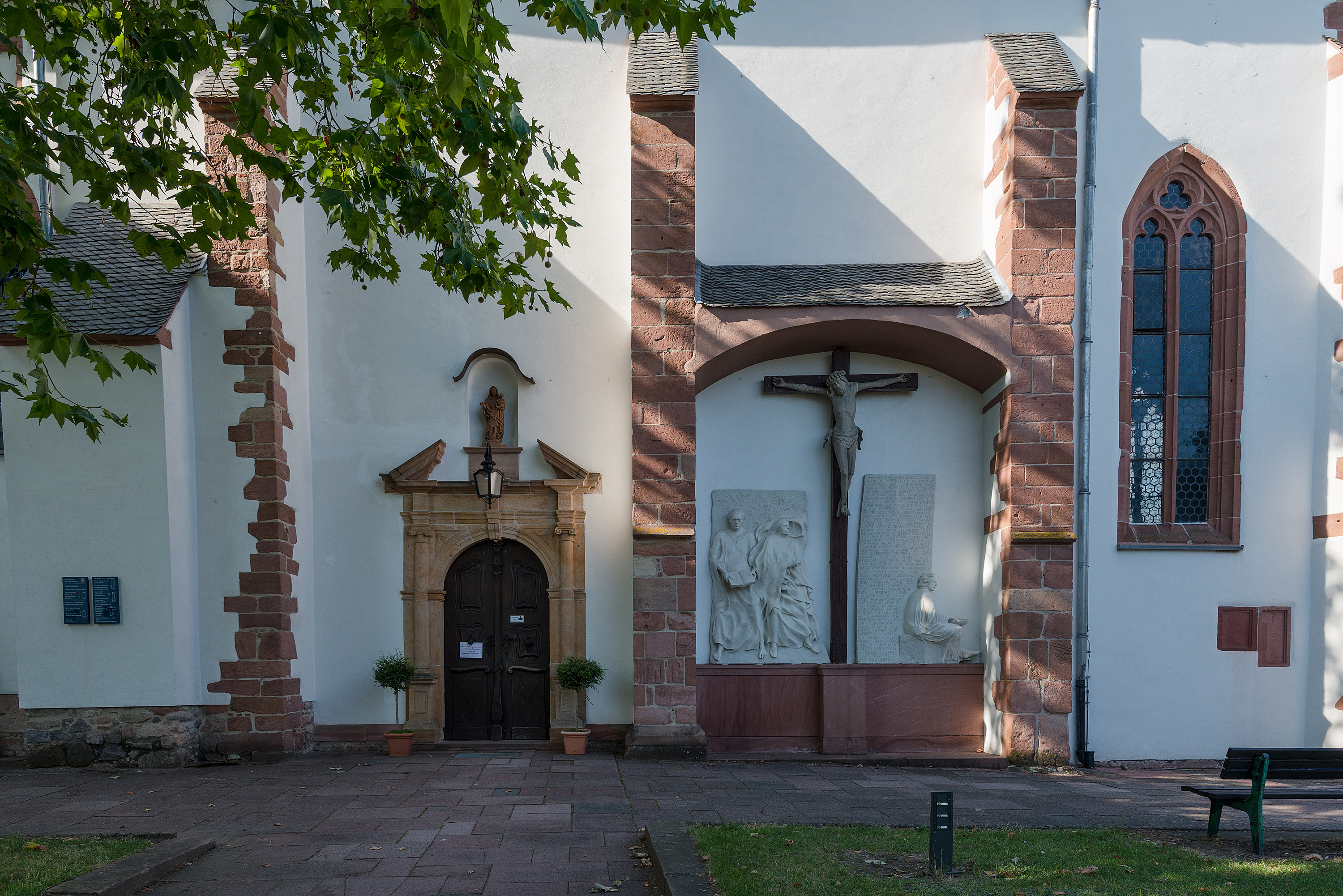
Haupteingang

Die Dieburger Wallfahrtskirche war bis 1569 die Pfarrkirche der Stadt Dieburg. Sie ist den Hl. Aposteln St. Peter und Paul geweiht und gehört auch heute noch zur Dieburger Pfarrei St. Peter und Paul. Die Kirche befindet sich in dem früheren Vorort Altstadt und lag außerhalb der mittelalterlichen Stadtmauern. Am Hochaltar der Kirche wird an zentraler Stelle ein Vesperbild (Pietà) gezeigt, das seit dem 15. Jahrhundert das Ziel von Wallfahrten ist. Bezugnehmend auf dieses Gnadenbild wird die Kirche auch Gnadenkapelle genannt.

## Baugeschichte
In den Jahren 1930/31 fanden Ausgrabungen statt, welche mehr Licht in die Baugeschichte der Kirche brachten. Die Kirche in ihrer heutigen, ungewöhnlichen T-Form ist in sechs Bauabschnitten entstanden.
Eine erste urkundliche Erwähnung des Vorhandenseins einer romanischen Basilika lässt sich für 836 feststellen. Der karolingische oder ottonische Gründungsbau besaß einen freistehenden quadratischen Glockenturm, dessen Fundamente unter der südlichen Apsis des heutigen Querschiffes gefunden wurden. Sollte der Turm wirklich die Funktion eines Glockenturms gehabt haben, so stellt er eines der wenigen deutschen Beispiele eines Campanile dar.
In der zweiten Hälfte des 12. Jahrhunderts fand ein Um- oder Neubau des Langhauses zu einer dreischiffigen Pfeilerbasilika mit quadratischen Chor statt.
Nach einem Brand 1216 wird die Basilika größtenteils zerstört. Der Glockenturm wurde abgebrochen und an seiner Stelle wird eine Marienkapelle erbaut, welche 1232 durch den Mainzer Weihbischof Wilhelm geweiht wird. Die Marienkapelle war von quadratischem Grundriss mit einer halbrunden Apsis. Am westlichen Ende der Basilika wurde ein neuer Turm errichtet, dessen Reste im heutigen Turmunterbau erhalten sind.
In der 2. Hälfte des 14. Jahrhunderts wurde die Kirche wieder aufgebaut, wobei die Seitenschiffe abgebrochen und die Scheidarkaden vermauert wurden. Noch heute ist diese Vermauerung am Außenbau des Langhauses sichtbar.
Im selben Jahr wurde die Kirche um den heutigen langgestreckten gotischen Ostchor, bestehend aus zwei Jochen und Fünfachtelschluss, erweitert, welcher das Langhaus überragt. 1697 wurde zuerst der südliche Querhausarm angebaut, dem die Marienkapelle weichen musste. Allerdings bezieht die abschließende Rotunde des Querhausarms den Platz der Marienkapelle mit ein. 1701 fand die einheitliche barocke Einwölbung des gesamten Kirchenraums statt. Später 1712–15 folgte der Bau des nördlichen Querhausarmes, der keine Apsis erhielt. Der Turm erhielt sein achteckiges Fachwerkobergeschoss. 1831 wurde der Turmoberbau massiv ersetzt.
1921 wurde an der Nordwand der ehemaligen Sakristei ein Außenaltar mit Kreuzigungsgruppe auf einer Plattform errichtet. Ebenso wurde eine über die Sakristei zugängliche Kanzel an der Nordwand errichtet. Sieben Jahre später fand die Überdachung dieses Außenchores statt. 1929/30 wurde eine erste Restaurierung der Wallfahrtskirche durchgeführt. Nach 1945 wurde die stark beschädigte Kirche wegen Materialmangels nur notdürftig ausgebessert. 1953/54 fanden weiterführende Renovierungsarbeiten an der Kirche statt.

## Grundriss
Die Kirche besitzt einen T-förmigen Grundriss. Das einschiffige Langhaus setzt sich aus zwei Jochen im Langhaus und drei Jochen im, um eine Stufe erhöhten, ehemaligen gotischen Chor zusammen. Die Einwölbung der Decke besteht aus Tonnen mit tief einschneidenden Stichkappen.
Rechtwinklig legt sich in gleicher Breite im Westen das Querhaus an das Langhaus.
Der nördliche Teil des Querhauses besteht aus zwei Jochen, der südliche aus einem und einer halbkreisförmigen Rotunde. An der Westseite steht der Turm auf quadratischem Grundriss. An der Nordseite des Turmes schließt ebenfalls mit quadratischem Grundriss die Sakristei an.
An der Chornordwand liegt eine Andachtskapelle in Form eines zweijochigen Raumes mit Kreuzrippengewölbe. Nach Norden schließt sich hier eine offene Halle mit Altar und Kanzel an.

## Außenansicht

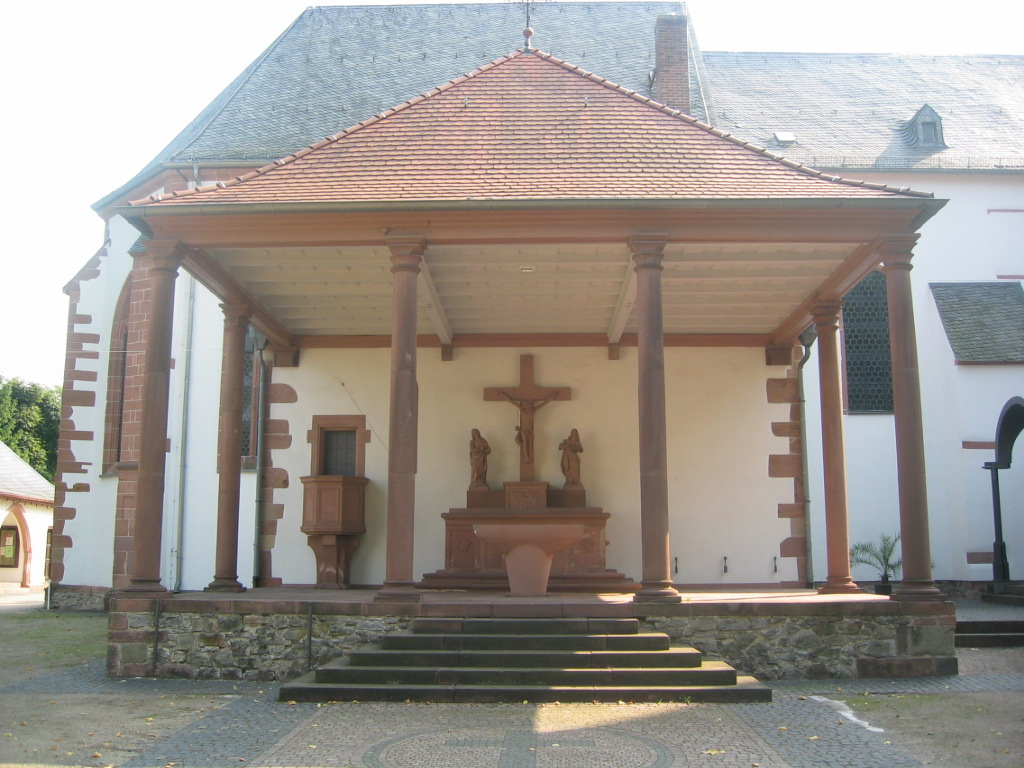
Außenaltar an der Nordseite

Die Kirche ist weiß verputzt. Als Kontrast auf der weißen Wandfläche heben sich die in roten Sandstein gefassten Fenster sowie die Türrahmen ab. Die Ecken des Kirchenbaus zeigen den roten Sandstein, ebenso die Strebepfeiler. Beide tragen zu einer Betonung der Vertikalen bei. Über dem weißen Kirchenbaukörper hebt sich dunkel das Schieferdach ab.
Der Außenaltar an der Nordwand erinnert mit seinem auf 6 Sandsteinsäulen ruhenden Dach an einen Tempel. Das rot geziegelte Dach hebt sich von der weißen Wand der gotischen Sakristei und dem dunklen Kirchendach ab. Am Ostchor befinden sich fünf gotische Maßwerkfenster, wovon drei dreidienstig sind und die restlichen beiden zweidienstig. Das Dach des Chores überragt das Dach des Langhauses. Beim Langhaus sind schmale, hohe Rundbogenfenster eingelassen.
Beim Querhaus fällt die Apsis am Südende auf, die von einer Kuppel mit Laterne im Scheitel gekrönt wird.
Ebenso wie am Langhaus sind auch beim Querhaus Rundbogenfenster eingelassen, die allerdings niedriger und breiter sind.
Der Westturm erhebt sich bis zur Höhe des Langhausfirstes ohne Gliederung und wird von zwei Strebepfeilern flankiert. Im oberen Teil des Turmes sind kleine Spitzbogenfenster eingelassen. In das oberste, achteckige Turmgeschoss sind vier Rundbogenfenster eingelassen. Den Abschluss bildet der spitze, achtseitige Pyramidenhelm, der etwas eingezogen ist und nicht die ganze Grundfläche des Obergeschosses beansprucht.
Das Außengelände war früher ein Friedhof. Die Grabsteine wurden 1948 weitgehend abgetragen. In den Jahren 1972/73 ließ die Pfarrgemeinde einen mit sechs Terrakottaplastiken des Darmstädter Keramikbildhauers Adam Winter (1903–1978) gestalteten Stationsweg errichten. Die Stationen enthalten Darstellungen der Sieben Schmerzen Mariens. Dabei sind sechs Stationen im Kreis angeordnet, in dessen Mitte sich ein runder Pavillon mit einer aus Sandstein gefertigten Darstellung der Grablegung Christi oder (wahrscheinlicher) der Beweinung Christi befindet (die ungewöhnliche Darstellung der alleine vor dem ausgestreckt auf einer Steinplatte liegenden Leichnam Jesu knienden Maria ist – vor allem wegen fehlender weiterer Figuren – keinem der bekannten Bildtypen eindeutig zuzuordnen).

## Innenraum
Man betritt den Kircheninnenraum durch den Haupteingang an der Südseite des Langhauses. Den Eingang bildet ein barockes Portal mit geschnitzter Holztür, welches rechts und links von ionischen Halbsäulen, die einen Architrav mit Segmentgiebel tragen. Gleiche Portale befinden sich auch am südlichen und nördlichen Querhaus. In den gesprengten Giebel ist über das Portal eine Marienstatue aus Sandstein, welche um 1390 entstanden ist, eingestellt.
Im Inneren des gotischen Chores befinden sich in den Fensternischen Reste der ursprünglichen Wandmalereien aus dem 14. Jahrhundert. Dargestellt sind die Hl. Katharina und die Hl. Barbara.
An der Nordseite des Chores befindet sich in einer gerahmten Nische das gotische Sakramentshäuschen.
Ebenfalls an der Nordwand ist auf zwei großen Gemälden die Himmelfahrt Marias dargestellt. Die Gemälde stammen aus dem späten 18. Jahrhundert.
Im gotischen Chor steht der Ulner-Altar.
Im Mittelschiff an der Triumphwand, die den gotischen Chor vom Mittelschiff trennt, befinden sich Figuren des Hl. Joachim und der Hl. „Anna Selbdritt“. An der Nordwand des Mittelschiffs befindet sich eine Holzfigur, die Christus als Weltenrichter darstellt und um 1520 entstanden ist.
An der Südwand befindet sich ein überlebensgroßes Kruzifix aus dem 18. Jahrhundert. Es zeigt eine sehr schmerzbewegte Darstellung des Gekreuzigten.
Der Blick des Betrachters fällt nun auf den Westchor mit dem barocken Hochaltar, in dessen Zentrum das Gnadenbild steht. In der Rotunde des südlichen Querhausarms befindet sich der Josephsaltar von 1715, welcher früher Hochaltar war.
An der Westwand des Querhauses befinden sich zwei Seitenaltäre. Linkerseits des Hochaltars steht der Laurentius-Altar, der von der Familie Groschlag gestiftet wurde und zwischen 1715 und 1719 entstand. Zur rechten Seite der St. Antonius-Altar entstanden 1733 und gestiftet von der Familie Ulner von Dieburg. Im nördlichen Seitenschiff findet sich gegenüber dem Hochaltar eine reichverzierte Kanzel. Ihr aufgehängter sechsteiliger Corpus und Schalldeckel sind aus poliertem Nussbaum. Der Schalldeckel hat ein verkröpftes Gebälk, auf dem ein Aufsatz mit Voluten ist, welcher von einer vergoldeten Christusfigur in Gestalt des Guten Hirten gekrönt wird. Vor den rundbogigen geschlossenen Feldern des Corpus befinden sich auf Konsolen fünf kleine Statuen. Diese stellen die vier Evangelisten und in ihrer Mitte die Immaculata dar. Die Decke der Kirche ist mit reicher barocker, ornamentaler Ausmalung versehen, die 1930 renoviert wurde.
Die Empore mit einer Orgel wurde 1759 von dem Dieburger Kunstschreiner Peter Achtekirch erbaut. Der Prospekt besteht aus einer Abfolge von sieben abwechselnd dreieckigen und runden Erkern. Sie werden verziert durch ein Vorhangmotiv (19. Jahrhundert). Die alte Orgel hatte 18 Register, 3 Bälge und 2 Windladen. Im Jahr 2013 wurde an der Stelle der alten, nicht mehr funktionsfähigen Orgel eine neue Orgel eingebaut, die am 7. September 2013 gesegnet und erstmals im Gottesdienst gespielt wurde. Sie besitzt 29 Register und 1798 Pfeifen.

## Innenausstattung

### Hochaltar

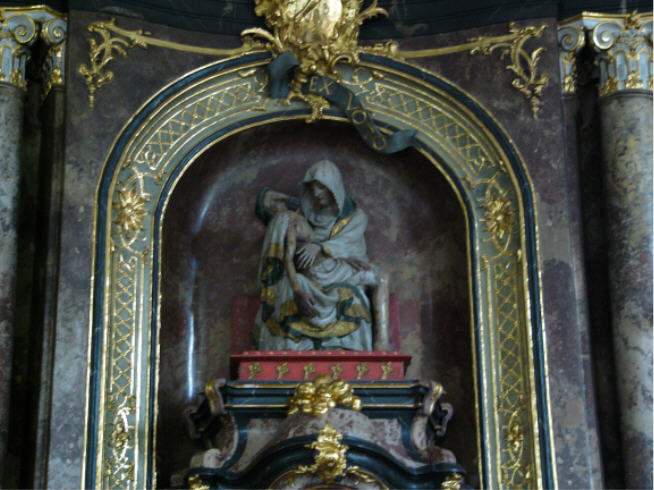
Pietà am Hochaltar, Wallfahrtskirche

Der Hochaltar wurde 1749 von dem Mainzer Erzbischof Johann Friedrich Karl von Ostein gestiftet. Mit dem Bau des Altars wurde der kurmainzische Baurat und Hofstuckateur Johann Peter Jäger aus Mainz beauftragt.
Der dreiteilige Aufbau aus Stucco lustro wird von vier runden Marmorsäulen, die ein leicht schwingendes, verkröpftes Gebälk aus schwarzen Marmor tragen, gegliedert. Darüber befinden sich vier Voluten, die von einem Baldachin und Lambrequin bekrönt werden.
Der Vorhang wird von auf den Voluten sitzenden Putti gehalten. Ein goldener Pelikan thront auf dem Baldachin, das Symbol der aufopfernden Seelsorge. Auf dem Gebälk sitzen zwei Engel, die auf ihren Händen die Kurfürstenkrone tragen.
In der rundbogigen Mittelnische des Altars steht die bereits erwähnte Pietà, auch bekannt als das Dieburger Gnadenbild, aus der Zeit um 1420 (Restaurierung 1963). Die Pietà besteht aus gegerbten Leder mit Mörtelauftrag und Leinwandschichten und ist hohl. Ausgenommen die Arme und Beine der Christusfigur, die aus Holz sind. Eine ähnliche Pietà aus den gleichen Werkstoffen befindet sich in der Dieburger Pfarrkirche St. Peter und Paul und ist vermutlich ebenfalls im frühen 15. Jahrhundert entstanden. Beide Werke stammen vermutlich vom selben Künstler.
(Nur noch in der katholischen Pfarrkirche St. Peter und Paul (Eschweiler) findet sich eine weitere aus Leder gefertigte Pietà. – Diese drei Mariendarstellungen sind die einzigen ihrer Art in Deutschland.)
Die Pietà der Wallfahrtskirche ist im Stil mittelrheinischer Terrakottafiguren gearbeitet und unterscheidet sich durch die geschlossene Einheit, die von der Marienfigur und dem Leichnam Christi gebildet wird, von anderen Darstellungen dieser Art.
Der Oberkörper des Christus lehnt in fast sitzender Position eng an der Brust Marias.
Über der Pietà befindet sich das Wappen des Erzbischofs mit dem Spruchband „EX VOTO“ ( – aufgrund eines Gelübdes), welches an den Stifter erinnert.
Zwischen den Rundsäulen stehen zwei Heiligenfiguren. Sie sind aus Stuck gearbeitet und stellen wahrscheinlich die ritterlichen Heiligen Karl den Großen und Ludwig den Heiligen dar. Am Rand des Altars links und rechts der äußeren Säulen stehen auf Konsolen der heilige Nepomuk und der Bischof Nikolaus. Beide Figuren stammen wahrscheinlich von dem Mainzer Bildhauer Johann Jakob Juncker (gestorben 1786).
Vor der Nische mit der Pietà steht ein Drehtabernakel mit herausgewölbtem Baldachin.

### Seitenaltäre
Links und rechts neben dem Hochaltar befinden sich zwei kleinere in schlichten Barockformen gehaltene Seitenaltäre aus Holz.
Der Laurentius-Altar (links) und der St. Antonius-Altar (rechts) werden dem Dieburger Schreiner Peter Achtekirch und dem Bildhauer Josef Kilian Hohenbusch aus Neckarsulm zugeschrieben.
Die steinernen Mensen sind mit Holz verkleidet und der Altaraufbau besteht aus Nussholz. Das Altarblatt links zeigt die Verklärung des hl. Laurentius. Es ist von einem Halbkreisbogen überdacht und wird von je zwei Säulen gerahmt, die das Gebälk und geschweifte Giebelansätze tragen. Darüber befindet sich ein Aufsatz, der aus einer Rechtecktafel mit Medaillon besteht, welches von Akanthusranken und Pilastern gerahmt wird.
Von gleichen Aufbau ist der St. Antonius-Altar, in dessen Medaillon ist die Krönung Mariens dargestellt.

### Josephsaltar
Der Josephsaltar besteht wie die beiden Seitenaltäre aus Nussbaumholz. Er gehört in die Gruppe der Mainzer Altäre, von denen zwischen 1691 und 1740 49 gebaut wurden. Vermutlich stammt er von dem Mainzer Künstler Simon Thörner.
Der Mittelteil, der von je zwei Rundsäulen flankiert wird, zeigt in der goldgerahmten Nische die Holzplastik des hl. Joseph mit stehenden Jesuskind. Darüber befindet sich das Gebälk und geschweifte Giebelansätze, an denen fliegende Engel und Blütengehänge angebracht sind. Dazwischen befindet sich ein Medaillon mit einem Ölgemälde, auf dem die Geburt Marias festgehalten ist.

### Ulner-Altar
Der Ulner-Altar stellt eine Verbindung von Altar und Epitaph dar. Der dreigeteilte Aufbau aus Stuck mit zwei Rundsäulen aus rotem Lahnmarmor hat in der Mitte ein Alabasterrelief, welches die Anbetung der Hirten vor der Krippe zeigt. Daher wird er auch Krippsches-Altar genannt.
Darunter befindet sich ein Sockel, auf dem die Lebensdaten der Ulner Familienmitglieder eingeschrieben sind. Rechts und links sind vor den Seitenteilen mit dem Wappen der Familie die vollplastischen Stifterfiguren aus Stuck (ca. 45 cm hoch).
Der Altar zeigt Ähnlichkeit mit den Alabasteraltären des Mainzer Doms.